# Helena Markowicz
Helena Markowicz, właśc. Rachela (Ruchla) Gincberg (ur. 18 października 1902 w Łowiczu, zm. 28 lutego 1985 w Warszawie) – działaczka komunistyczna, pracownik Ministerstwa Bezpieczeństwa Publicznego (major) i historyk ruchu robotniczego.

## Życiorys
Córka Michała i Pelagii (Pesa-Rywka).
W latach 1941–1945 przebywała na terenie ZSRR. Od września 1943 do kwietnia 1945 była kierownikiem Sekcji Interwencji Prawnych w Zarządzie Głównym Związku Patriotów Polskich. Do pracy w aparacie bezpieczeństwa (MBP w Warszawie) została skierowana przez KC PPR. Od 19 kwietnia 1945 była kierownikiem Wydziału Personalnego (Sekretariat), od 1 sierpnia 1945 kierownikiem Wydziału Personalnego Sekcja I, od 1 kwietnia 1946 kierownikiem Zarządu Personalnego Wydział I Sekcja I, od 1 października 1947 kierownikiem Biura Personalnego Wydział I Sekcja I, od 1 marca 1949 zastępcą naczelnika Biura Personalnego Wydział I, a od 1 sierpnia 1949 naczelnikiem Departamentu Kadr Wydział I. Od lutego 1954 do 7 grudnia 1954 była oddelegowana w ramach Jednostki Wojskowej 2000 jako sekretarz oraz zastępca kierownika Grupy nr 7 do Międzynarodowej Komisji Kontroli i Nadzoru Państw Neutralnych w Korei. Od 15 lutego do 20 lutego 1955 pozostawała do dyspozycji Dyrektora Departamentu Kadr i Szkolenia MBP w Warszawie. Z dniem 21 lutego 1955 przeniesiona została do pracy w KC PZPR.
Po śmierci córki, ufundowała nagrodę, którą ustanowiło i przyznawało – z inspiracji swej Sekcji Speleologicznej – Polskie Towarzystwo Przyrodników im. Kopernika w Krakowie. Od 1986 przyznawany jest (autorom i redaktorom najlepszych publikacji naukowych z zakresu speleologii oraz badań krasu) wybity z brązu Medal im. Marii Markowicz-Łohinowicz.
Była żoną Józefa Łohinowicza (1891–1938) – działacza komunistycznego, matką Marii Markowicz-Łohinowicz (1933–1974) – chemika i geologa.
Zmarła w Warszawie. Została pochowana, razem z córką Marią, na cmentarzu Wojskowym na Powązkach (kwatera C 33-4-20).

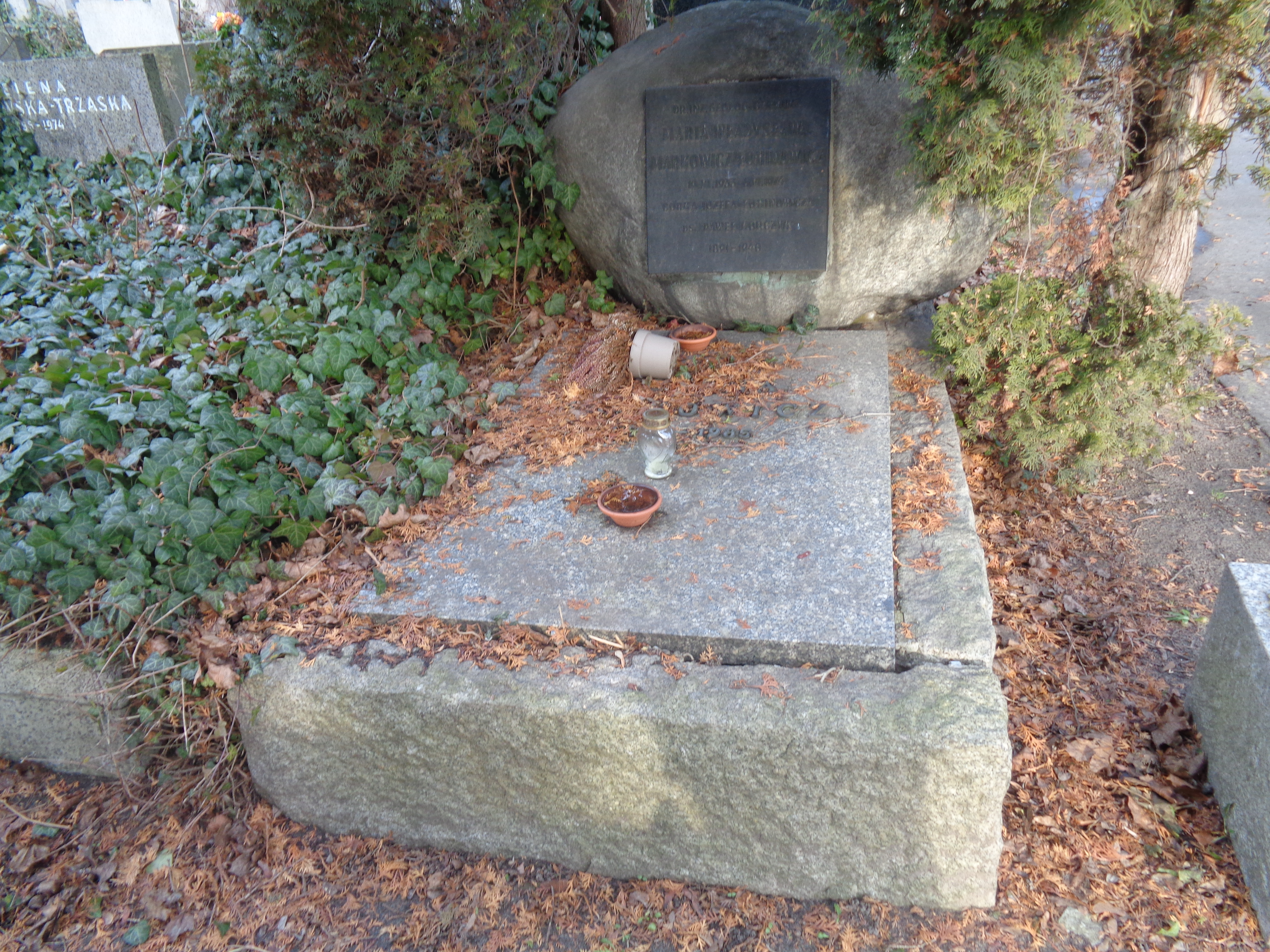
Grób Marii Markowicz-Łochinowicz i Heleny Markowicz na cmentarzu Wojskowym na Powązkach

## Ordery i odznaczenia
- Krzyż Kawalerski Orderu Odrodzenia Polski (10 października 1945)[4]
- Srebrny Krzyż Zasługi (18 września 1946 – po raz drugi)[5]